# 13436 Enid
13436 Enid è un asteroide della fascia principale. Scoperto nel 1999, presenta un'orbita caratterizzata da un semiasse maggiore pari a 3,2090218 UA e da un'eccentricità di 0,1224757, inclinata di 0,86084° rispetto all'eclittica.